# In Too Deep (Lied)
In Too Deep ist ein Lied der britischen Rockband Genesis. Die Pop-Ballade erschien im Juni 1986 auf ihrem 13. Studioalbum Invisible Touch und wurde im August des gleichen Jahres als zweite Single aus dem Album ausgekoppelt.

## Entstehung und Veröffentlichung
In Too Deep wurde gemeinsam von den Genesis-Mitgliedern Tony Banks, Phil Collins und Mike Rutherford geschrieben sowie produziert. Bei der Produktion erhielt die Band Unterstützung durch Hugh Padgham. Collins zeichnet dabei hauptsächlich für den Text des Liedes verantwortlich und schrieb ihn, nachdem er darum gebeten wurde, ein Lied für den Film Mona Lisa von Neil Jordan beizusteuern.
Die Erstveröffentlichung von In Too Deep erfolgte am 6. Juni 1986 als Teil von Invisible Touch bei Atlantic Records (Katalognummer: 7 81641-2), dem 13. Studioalbum von Genesis. Am 25. August 1986 erschien es erstmals als zweite Singleauskopplung aus dem Album bei Charisma Records und Virgin Records in Europa. Diese erschien unter anderem als 7″-Single (Katalognummer: 108 449) sowie als 12″-Single (Katalognummer: 608 449) mit der B-Seite Do the Neurotic. Bei Do the Neurotic handelt es sich um ein Instrumentalstück. In den Vereinigten Staaten erschien eine 7″-Single mit der B-Seite I’d Rather Be You im April 1987 (Katalognummer: Atlantic 7-89316). Am 9. November 1992 erschien eine Liveaufnahme von In Too Deep auf The Way We Walk, dem vierten Livealbum von Genesis. Diese wurde am 15. Oktober 1986 im Forum von Inglewood aufgenommen.

## Liveaufführungen
In Too Deep spielten Genesis nur 1986 auf der Invisible Touch Tour bei ihren Auftritten in Nordamerika, Neuseeland und Australien. Während der Konzerte in Australien wurden Genesis bei diesem Lied von einem achtköpfigen Streichorchester unterstützt, da es australische Verordnungen zu dieser Zeit vorsahen, dass bei Konzerten internationaler Bands auch einheimische Musiker miteinbezogen wurden.

## Musikvideo
Das Musikvideo zu In Too Deep wurde unter der Regie von James Yukich gedreht und zeigt die drei Genesis-Musiker, wie sie das Lied auf einem minimalistischen Bühnenbild aus Stufen und Plattformen spielen. Tony Banks spielt einen weißen Konzertflügel (obwohl er in dem Lied ausschließlich synthetische Tasteninstrumente benutzt), während Mike Rutherford eine Akustikgitarre spielt und Phil Collins den Gesang und das Schlagzeug übernimmt.

## Verwendung in Filmen
- Das Lied ist Teil des Soundtracks zu Neil Jordans Film Mona Lisa und kommt in einer Szene vor, in der der von Bob Hoskins gespielte Hauptcharakter George das Rotlichtmilieu von Soho untersucht.
- In dem US-amerikanischen Psychothriller American Psycho aus dem Jahr 2000 beschreibt der von Christian Bale dargestellte Protagonist Patrick Bateman das Lied als den „bewegendsten Song der 80er Jahre über Monogamie und Bindung“ und als „äußerst aufbauend, so positiv, so bejahend, wie kaum etwas anderes in der Rockmusik.“

## Chartplatzierungen
In Too Deep avancierte mit Rang drei zum Top-10-Erfolg in den US-amerikanischen Billboard Hot 100. In den Vereinigten Staaten ist es der fünfte und letzte Top-5-Hit aus dem Album. Darüber hinaus erreichte es Chartplatzierungen im Vereinigten Königreich (Rang 19), Neuseeland (Rang 30) oder auch Deutschland (Rang 55).
| ChartsChartplatzierungen       | Höchstplatzierung | Wochen |
| ------------------------------ | ----------------- | ------ |
| Deutschland (GfK)              | 55 (5 Wo.)        | 5      |
| Vereinigte Staaten (Billboard) | 3 (17 Wo.)        | 17     |
| Vereinigtes Königreich (OCC)   | 19 (9 Wo.)        | 9      |

| ChartsJahrescharts (1987)      | Platzierung |
| ------------------------------ | ----------- |
| Vereinigte Staaten (Billboard) | 47          |